# Голландское вторжение на Бали (1908)
Голландское вторжение на Бали (1908) — заключительный этап установления полного голландского колониального контроля над островом Бали (на территории нынешней Индонезии). Это была седьмая и последняя военная экспедиция голландцев на Бали после предыдущего вторжения.
Вторжение было вызвано восстанием балийцев против попытки голландцев взять под свой полный контроль торговлю опиумом. Раджа из Карангасема был против голландской монополии, что привело к беспорядкам в во всём Клунгкунге — последнем независимом королевстве Бали. Беспорядки вспыхнули также в вассальном королевстве Гельгель, где балийцы убили дилера опиума с Явы.
Голландцы послали свои войска для подавления беспорядков. В Гельгеле они убили около 100 человек, вынудив раджу бежать в Клунгкунг. Голландцы затем приступили к бомбардировке столицы Клунгкунга.
В последней битве, произошедшей 18 апреля 1908 года, Дева Акунг Джамба, правитель Клунгкунга, в сопровождении 200 воинов предпринял отчаянную вылазку из осаждённого дворца. Все воины были одеты в белые одежды, надеваемые балийцами перед смертью, и вооружены священными кинжалами-крисами, которыми, как они думали, они смогут убить голландцев. Крисы не выполнили своей роли, и король со своим отрядом был расстрелян голландскими солдатами. Сразу шесть жён короля прибегли к обряду «пупутана» — церемониальному самоубийству с помощью своих собственных крисов, и многие другие балийцы последовали их примеру.
Голландцы сожгли и разрушили королевский дворец. Как только Клунгкунг оказался под властью голландцев, раджа Бангила, одного из вассальных королевств, вступил в переговоры с голландцами и в октябре 1908 года принял голландский протекторат, как и правители Гиньяра и Карангасема. Это означало установление полного голландского контроля над Бали.